# Німеччина на літніх Олімпійських іграх 2024
Німеччину на літніх Олімпійських іграх 2024 представляли чотириста двадцять вісім спортсменів в тридцяти видах спорту.

## Медалісти
| Медаль | Ім'я | Вид спорту                      | Дисципліна                                        | Дата      |
| ------ | --- | ------------------------------- | ------------------------------------------------- | --------- |
| 1      | Лукас Мертенс | Плавання                        | 400 метрів вільним стилем (чоловіки)              | 27 липня  |
| 1      | Міхаель Юнг | Кінний спорт                    | Індивідуальне триборство                          | 29 липня  |
| 1      | Олівер Цайдлер | Академічне веслування           | одиночки (чоловіки)                               | 3 серпня  |
| 1      | Джессіка фон Бредов-Верндль Ізабелль Верт Фредерік Вандрес | Кінний спорт                    | Командна виїздка                                  | 3 серпня  |
| 1      | Джессіка фон Бредов-Верндль | Кінний спорт                    | Індивідуальна виїздка                             | 4 серпня  |
| 1      | Тім Гелльвіґ Ліза Терч Ласе Люрс Лаура Ліндеманн | Тріатлон                        | змішана естафета                                  | 5 серпня  |
| 1      | Жіноча збірна Німеччини з баскетболу 3x3 - Свенья Брукгорст - Соня Ґрайнахер - Еліза Мевіус - Марі Райхерт | Баскетбол                       | жіночий турнір 3x3                                | 5 серпня  |
| 1      | Хрістіан Кукук | Кінний спорт                    | Індивідуальний конкур                             | 6 серпня  |
| 1      | Макс Лемке Том Лібшер Макс Рендшмідт Якоб Шопф | Веслування на байдарках і каное | байдарки-четвірки, 500 метрів (чоловіки)          | 8 серпня  |
| 1      | Макс Лемке Якоб Шопф | Веслування на байдарках і каное | байдарки-двійки, 500 метрів (чоловіки)            | 9 серпня  |
| 1      | Дар'я Варфоломеєв | Гімнастика                      | індивідуальне багатоборство в художній гімнастиці | 9 серпня  |
| 1      | Ємісі Оґунлеє | Легка атлетика                  | штовхання ядра (жінки)                            | 9 серпня  |
| 2      | Міріам Буткерайт | Дзюдо                           | до 70 кг (жінки)                                  | 31 липня  |
| 2      | Елена Лілік | Веслування на байдарках і каное | слалом на каное-одиночках (жінки)                 | 31 липня  |
| 2      | Флоріан Унру Мішелль Кроппен | Стрільба з лука                 | змішані команди                                   | 2 серпня  |
| 2      | Лео Нойгебауер | Легка атлетика                  | десятиборство (чоловіки)                          | 3 серпня  |
| 2      | Ізабелль Верт | Кінний спорт                    | Індивідуальна виїздка                             | 4 серпня  |
| 2      | Сара Брюслер Юле Гаке Пауліне Яґш Пауліна Пашек | Веслування на байдарках і каное | Б-4, 500 м (жінки)                                | 8 серпня  |
| 2      | Збірна Німеччини з хокею на траві - Жан Даннеберґ - Матс Грамбуш - Том Грамбуш - Йоганнес Ґросе - Мальте Гелльвіґ - Тео Гінріхс - Пауль-Філіпп Кауфманн - Моріц Людвіґ - Марко Мільткау - Ганнес Мюллер - Матіас Мюллер - Гонсало Пеіллат - Тіс Прінц - Крістофер Рюр - Юстус Вайґанд - Ніклас Веллен - Лукас Віндфедер - Мартін Цвікер                    | Хокей на траві                  | чоловічий турнір                                  | 8 серпня  |
| 2      | Малайка Мігамбо | Легка атлетика                  | стрибки в довжину (жінки)                         | 8 серпня  |
| 2      | Олівер Клемет | Плавання                        | марафон 10 кілометрів (чоловіки)                  | 9 серпня  |
| 2      | Естер Гензелайт | Гольф                           | індивідуальна першість (жінки)                    | 10 серпня |
| 2      | Нільс Елерс Клеменс Віклер | Волейбол                        | чоловічий турнір з пляжного волейболу             | 10 серпня |
| 2      | Леа Софі Фрідріх | Велоспорт                       | спринт (жінки)                                    | 11 серпня |
| 2      | Збірна Німеччини з гандболу - Руне Дамке - Юстус Фішер - Йоганнес Ґолла - Марко Ґрґіч - Кай Хефнер - Себастьян Гайманн - Тім Горнке - Юрі Кнорр - Яннік Кольбахер - Лукас Мертенс - Давід Шпет - Крістоф Штайнерт - Ренарс Ушчинс - Лука Віцке - Андреас Вольфф                                                                                            | Гандбол                         | чоловічий турнір                                  | 11 серпня |
| 3      | Марен Фельц Табеа Шендекель Леоні Менцель Пія Ґрайтен | Академічне веслування           | Парні четвірки (жінки)                            | 31 липня  |
| 3      | Ізабель Ґозе | Плавання                        | 1500 метрів вільним стилем (жінки)                | 31 липня  |
| 3      | Ноа Геґґе | Веслування на байдарках і каное | Байдарки-крос (чоловіки)                          | 5 серпня  |
| 3      | Пауліне Грабош Емма Гінце Леа Софі Фрідріх | Велоспорт                       | командний спринт (жінки)                          | 5 серпня  |
| 3      | Нелві Тяфак | Бокс                            | понад 92 кг (чоловіки)                            | 7 серпня  |
| 3      | Юле Гаке Пауліна Пашек | Веслування на байдарках і каное | байдарки-двійки, 500 метрів (жінки)               | 9 серпня  |
| 3      | Жіноча збірна Німеччини з футболу - Ніколь Аньйомі - Анн-Катрін Берґер - Юле Бранд - Клара Бюль - Сара Дорсун - Вів'єн Ендеманн - Лаура Фрайґанґ - Мерле Фромс - Джулія Ґвінн - Маріна Геґерінґ - Катрін Гендріх - Сараї Ліндер - Сідні Ломанн - Яніна Мінґе - Сьйоке Нюскен - Александра Попп - Фелісітас Раух - Леа Шюллер - Бібіане Шульце - Еліза Зенс | Футбол                          | жіночий турнір                                    | 9 серпня  |
| 3      | Александра Бурґгардт Ребекка Гаазе Софія Юнк[a] Джина Люкенкемпер Ліза Маєр | Легка атлетика                  | естафета 4×100 метрів (жінки)                     | 9 серпня  |

| Вид спорту                      | 1  | 2  | 3 | Загалом |
| Стрільба з лука                 | 0  | 1  | 0 | 1       |
| Легка атлетика                  | 1  | 2  | 1 | 4       |
| Баскетбол                       | 1  | 0  | 0 | 1       |
| Бокс                            | 0  | 0  | 1 | 1       |
| Веслування на байдарках і каное | 2  | 2  | 2 | 6       |
| Велоспорт                       | 0  | 1  | 1 | 2       |
| Кінний спорт                    | 4  | 1  | 0 | 5       |
| Хокей на траві                  | 0  | 1  | 0 | 1       |
| Футбол                          | 0  | 0  | 1 | 1       |
| Гольф                           | 0  | 1  | 0 | 1       |
| Гімнастика                      | 1  | 0  | 0 | 1       |
| Гандбол                         | 0  | 1  | 0 | 1       |
| Дзюдо                           | 0  | 1  | 0 | 1       |
| Академічне веслування           | 1  | 0  | 1 | 2       |
| Плавання                        | 1  | 1  | 1 | 3       |
| Тріатлон                        | 1  | 0  | 0 | 1       |
| Волейбол                        | 0  | 1  | 0 | 1       |
| Загалом                         | 12 | 13 | 8 | 33      |

| Медалі за статтю | Медалі за статтю | Медалі за статтю | Медалі за статтю | Медалі за статтю | Медалі за статтю |
| ---------------- | ---------------- | ---------------- | ---------------- | ---------------- | ---------------- |
| Стать            | 1                | 2                | 3                | Загалом          |                  |
| Чоловіки         | 6                | 5                | 2                | 13               |                  |
| жінки            | 4                | 7                | 6                | 17               |                  |
| змішані          | 2                | 1                | 0                | 3                |                  |
| Загалом          | 12               | 13               | 8                | 33               |                  |

| Медалі за днями | Медалі за днями | Медалі за днями | Медалі за днями | Медалі за днями | Медалі за днями |
| --------------- | --------------- | --------------- | --------------- | --------------- | --------------- |
| Дата            | 1               | 2               | 3               | Загалом         |                 |
| 27 липня        | 1               | 0               | 0               | 1               |                 |
| 28 липня        | 0               | 0               | 0               | 0               |                 |
| 29 липня        | 1               | 0               | 0               | 1               |                 |
| 30 липня        | 0               | 0               | 0               | 0               |                 |
| 31 липня        | 0               | 2               | 2               | 4               |                 |
| 1 серпня        | 0               | 0               | 0               | 0               |                 |
| 2 серпня        | 0               | 1               | 0               | 1               |                 |
| 3 серпня        | 2               | 1               | 0               | 3               |                 |
| 4 серпня        | 1               | 1               | 0               | 2               |                 |
| 5 серпня        | 2               | 0               | 2               | 4               |                 |
| 6 серпня        | 1               | 0               | 0               | 1               |                 |
| 7 серпня        | 0               | 0               | 1               | 1               |                 |
| 8 серпня        | 1               | 3               | 0               | 4               |                 |
| 9 серпня        | 3               | 1               | 3               | 7               |                 |
| 10 серпня       | 0               | 2               | 0               | 2               |                 |
| 11 серпня       | 0               | 2               | 0               | 2               |                 |
| Загалом         | 12              | 13              | 8               | 33              |                 |

| Багаторазові медалісти      | Багаторазові медалісти          | Багаторазові медалісти | Багаторазові медалісти | Багаторазові медалісти | Багаторазові медалісти | Багаторазові медалісти |
| --------------------------- | ------------------------------- | ---------------------- | ---------------------- | ---------------------- | ---------------------- | ---------------------- |
| Ім'я                        | Вид спорту                      | 1                      | 2                      | 3                      | Загалом                |                        |
| Макс Лемке                  | Веслування на байдарках і каное | 2                      | 0                      | 0                      | 2                      |                        |
| Якоб Шопф                   | Веслування на байдарках і каное | 2                      | 0                      | 0                      | 2                      |                        |
| Джессіка фон Бредов-Верндль | Кінний спорт                    | 2                      | 0                      | 0                      | 2                      |                        |
| Ізабелль Верт               | Кінний спорт                    | 1                      | 1                      | 0                      | 2                      |                        |
| Леа Софі Фрідріх            | Велоспорт                       | 0                      | 1                      | 1                      | 2                      |                        |
| Юле Гаке                    | Веслування на байдарках і каное | 0                      | 1                      | 1                      | 2                      |                        |
| Пауліна Пашек               | Веслування на байдарках і каное | 0                      | 1                      | 1                      | 2                      |                        |

a  Спортсмени, які брали участь лише в попередніх запливах/забігах/заїздах.

## Спортсмени
| Вид спорту                      | Чоловіки | Жінки | Загалом |
| ------------------------------- | -------- | ----- | ------- |
| Стрільба з лука                 | 1        | 3     | 4       |
| Легка атлетика                  | 42       | 37    | 79      |
| Бадмінтон                       | 3        | 1     | 4       |
| Баскетбол                       | 12       | 16    | 28      |
| Бокс                            | 1        | 1     | 2       |
| Веслування на байдарках і каное | 12       | 12    | 24      |
| Велоспорт                       | 12       | 13    | 25      |
| Стрибки у воду                  | 4        | 5     | 9       |
| Кінний спорт                    | 6        | 3     | 9       |
| Фехтування                      | 1        | 1     | 2       |
| Хокей на траві                  | 16       | 16    | 32      |
| Футбол                          | 0        | 18    | 18      |
| Гольф                           | 2        | 2     | 4       |
| Гімнастика                      | 6        | 10    | 16      |
| Гандбол                         | 14       | 14    | 28      |
| Дзюдо                           | 4        | 6     | 10      |
| Сучасне п'ятиборство            | 2        | 2     | 4       |
| Академічне веслування           | 18       | 5     | 23      |
| Вітрильний спорт                | 7        | 7     | 14      |
| Стрільба                        | 5        | 8     | 13      |
| Скейтбординг                    | 1        | 1     | 2       |
| Спортивне скелелазіння          | 2        | 1     | 3       |
| Серфінг                         | 1        | 1     | 2       |
| Плавання                        | 15       | 10    | 25      |
| Настільний теніс                | 3        | 3     | 6       |
| Тхеквондо                       | 0        | 1     | 1       |
| Теніс                           | 6        | 4     | 10      |
| Тріатлон                        | 3        | 3     | 6       |
| Волейбол                        | 14       | 4     | 18      |
| Боротьба                        | 3        | 4     | 7       |
| Загалом                         | 216      | 212   | 428     |